# Zapasy na Igrzyskach Ameryki Środkowej i Karaibów 1978
Turniej w ramach Igrzysk w Medellín 1978 

## Tabela medalowa
|   | Państwo    |    |    |    | Razem: |
| - | ---------- | -- | -- | -- | ------ |
| 1 | Kuba       | 9  | 1  | 0  | 10     |
| 2 | Meksyk     | 1  | 3  | 0  | 4      |
| 3 | Panama     | 0  | 3  | 0  | 3      |
| 4 | Wenezuela  | 0  | 1  | 7  | 8      |
| 5 | Dominikana | 0  | 1  | 0  | 1      |
| 5 | Portoryko  | 0  | 1  | 0  | 1      |
| 7 | Kolumbia   | 0  | 0  | 2  | 2      |
| 8 | Salwador   | 0  | 0  | 1  | 1      |
|   | razem:     | 10 | 10 | 10 | 30     |

## Wyniki

### W stylu wolnym
| Waga   | złoty              | srebrny               | brązowy         |
| ------ | ------------------ | --------------------- | --------------- |
| 48 kg  | Jorge Frías        | José Rodríguez        | Eleazar Yagure  |
| 52 kg  | Cristobal González | José Sierra           | Oscar Luna      |
| 57 kg  | Luis Ocaña         | Jose Felix Pinto      | Enrique Carrion |
| 63 kg  | Wilfredo Infante   | Lucio Lan             | Fernando Gómez  |
| 69 kg  | José Ramos         | Segundo Olmedo        | Elías Herrera   |
| 74 kg  | Daniel Pozo        | Ricardo Espriella     | Vicente Ortiz   |
| 84 kg  | Jose Carvajal      | Justino de los Santos | William Patino  |
| 90 kg  | Rafael Gomez       | Javier Serrano        | Elio Colmenares |
| 97 kg  | Bárbaro Morgan     | Raúl García           | José Tovar      |
| 130 kg | Luis Díaz          | Philip Delano         | Edison Narvaez  |